# Vilares (Murça)
Vilares ist ein Ort und eine ehemalige Gemeinde (Freguesia) im portugiesischen Kreis Murça. Die Gemeinde hatte 203 Einwohner (Stand 30. Juni 2011).
Am 29. September 2013 wurden die Gemeinden Vilares und Carva zur neuen Gemeinde União das Freguesias de Carva e Vilares zusammengeschlossen.